# Ptilothrix vulpihirta
Ptilothrix vulpihirta là một loài Hymenoptera trong họ Apidae. Loài này được Cockerell mô tả khoa học năm 1912.